# Luísa de Jesus
Luísa de Jesus, född 10 december 1748 i Figueira de Lorvão, död 1 juli 1772 i Coimbra, var en portugisisk mördare. Hon var den sista kvinnan som avrättades i Portugal.
Hon ställdes år 1772 inför rätta åtalad för att ha mördat 33 spädbarn som hon hämtat från staden Coimbras bebislucka. Spädbarnen som lämnades in i stadens bebislucka var möjliga att adopteras bort av personer som gick med på att ha dem som fosterbarn till sju års ålder, och mottog en summa pengar för detta. Sedan åtminstone 1770 och framåt hade Luísa de Jesus adopterat barn efter barn från bebisluckan, tagit emot pengarna för dem, och dödat dem omedelbart efteråt. Hon avslöjades då en granne upptäckte ett strypt spädbarn; åtskilliga andra spädbarnslik upptäcktes sedan i och omkring Luísa de Jesus bostad. Hon erkände sig skyldig till 28 mord och dömdes som skyldig till döden. Hon blev brännmärkt, fick sina händer avhuggna, och avrättades genom garrottering följt av offentlig bränning av liket.